# Equipas ciclistas Continentais-Temporada de 2016

## Equipas por país
| País           | N.º equipas |
| -------------- | ----------- |
| Bélgica        | 13          |
| China          | 12          |
| Estados Unidos | 10          |
| Japão          | 9           |
| Países Baixos  | 7           |
| Alemanha       | 7           |
| Chéquia        | 6           |
| Colômbia       | 6           |
| Áustria        | 6           |
| Portugal       | 6           |
| Reino Unido    | 6           |
| Dinamarca      | 6           |
| Noruega        | 5           |
| Coreia do Sul  | 5           |
| Itália         | 4           |
| Austrália      | 4           |
| França         | 3           |
| Irão           | 3           |

| País                   | N.º equipas |
| ---------------------- | ----------- |
| Ucrânia                | 3           |
| Argentina              | 3           |
| Canadá                 | 3           |
| Taiwan                 | 3           |
| Emirados Árabes Unidos | 3           |
| Polónia                | 2           |
| Eslovênia              | 2           |
| Espanha                | 2           |
| Letônia                | 2           |
| Luxemburgo             | 2           |
| Malásia                | 2           |
| Cazaquistão            | 2           |
| Suécia                 | 2           |
| Rússia                 | 1           |
| Sérvia                 | 1           |
| Azerbaijão             | 1           |
| Eslováquia             | 1           |

| País                 | N.º equipas |
| -------------------- | ----------- |
| Bielorrússia         | 1           |
| Croácia              | 1           |
| Equador              | 1           |
| Filipinas            | 1           |
| Indonésia            | 1           |
| Irlanda              | 1           |
| Israel               | 1           |
| Kuwait               | 1           |
| Paraguai             | 1           |
| República Dominicana | 1           |
| Roménia              | 1           |
| Quênia               | 1           |
| África do Sul        | 1           |
| Costa Rica           | 1           |
| Turquia              | 1           |

## Lista de equipas
| País                   | Nome                                              | Código UCI |
| ---------------------- | ------------------------------------------------- | ---------- |
| Alemanha               | Christina Jewelry Pro Cycling                     | SGT        |
| Alemanha               | Heizomat                                          | THF        |
| Alemanha               | Kuota-Lotto                                       | TKG        |
| Alemanha               | LKT Brandenburg                                   | LKT        |
| Alemanha               | Rad-net Rose                                      | RNR        |
| Alemanha               | Sauerland NRW-Henley & Partners                   | SVL        |
| Alemanha               | Stradalli-Bike Aid                                | BAI        |
| Argentina              | Los Matanceros                                    | LMC        |
| Argentina              | San Luis Somos Todos                              | SLS        |
| Argentina              | Sindicato de Empleados Públicos de San Juan       | SEP        |
| Austrália              | Avanti IsoWhey Sports                             | AIW        |
| Austrália              | Data#3 Cisco Racing Team p/b Scody                | DSR        |
| Austrália              | St. George NRS Cycling Team                       | STG        |
| Austrália              | State of Matter MAAP Racing                       | SOM        |
| Áustria                | Amplatz-BMC                                       | AMP        |
| Áustria                | Hrinkow Advarics Cycleang                         | HAC        |
| Áustria                | Team Felbermayr-Simplon Wels                      | RWS        |
| Áustria                | Team Vorarlberg                                   | VOL        |
| Áustria                | Tirol Cycling Team                                | TIR        |
| Áustria                | WSA-Greenlife                                     | WSA        |
| Azerbaijão             | Synergy Baku Cycling Project                      | BCP        |
| Bélgica                | BKCP-Corendon                                     | BOC        |
| Bélgica                | Cibel-Cebon                                       | CIB        |
| Bélgica                | Cor Code-Ardem'Beef                               | CCB        |
| Bélgica                | Crelan-Vastgoedservice                            | CVG        |
| Bélgica                | ERA Real Estate-Murprotec                         | ERA        |
| Bélgica                | Marlux-Napoleon Games                             | MNG        |
| Bélgica                | Superano Ham-Isorex                               | SHI        |
| Bélgica                | T.palm-Pôle Continental Wallon                    | PCW        |
| Bélgica                | Team 3M                                           | MMM        |
| Bélgica                | Telenet-Fidea Cycling Team                        | TFC        |
| Bélgica                | Veranclassic-Ekoi                                 | VER        |
| Bélgica                | Verandas Willems Cycling Team                     | WIL        |
| Bélgica                | Wallonie-Bruxelles                                | WBC        |
| Bielorrússia           | Minsk Cycling Clube                               | MCC        |
| Canadá                 | Garneau-Québecor                                  | GQC        |
| Canadá                 | H&R Block Pro Cycling                             | HRB        |
| Canadá                 | Silber Pro Cycling                                | SPC        |
| China                  | Beijing Inova Cycling Team                        | IAT        |
| China                  | China Continental Team of Gansu Bank              | GTQ        |
| China                  | China Hainan Sports Lottery-Yindongi Cycling Team | YDL        |
| China                  | Giant-Champion System Pro Cycling                 | MSS        |
| China                  | Hengxiang Cycling Team                            | HEN        |
| China                  | Holy Brother Cycling Team                         | HBR        |
| China                  | Hy Sport-Look Continental Cycling                 | HYS        |
| China                  | Jilun-Shakeland Cycling Team                      | JLS        |
| China                  | Ningxia Sports Lottery-Focus Cycling Team         | NFC        |
| China                  | Qinghai Tianyoude Cycling Team                    | TYD        |
| China                  | Qinghai TV Cycling Team                           | QTV        |
| China                  | Team Lvshan Landscape                             | LSL        |
| Taiwan                 | Action Cycling Team                               | ACT        |
| Taiwan                 | Attaque Team Gusto                                | AGT        |
| Taiwan                 | RTS-Santic Racing Team                            | RTS        |
| Colômbia               | Boyacá Raza De Campeones                          | BRC        |
| Colômbia               | EPM Tigo - Une Área Metropolitana                 | EPM        |
| Colômbia               | GW Shimano                                        | GWS        |
| Colômbia               | Manzana Postobón Team                             | MZN        |
| Colômbia               | Movistar Team                                     | MOT        |
| Colômbia               | Strongman Campagnolo Wilier                       | SCQ        |
| Coreia do Sul          | Geumsan Insam Cello                               | GIC        |
| Coreia do Sul          | Korail Cycling Team                               | KCT        |
| Coreia do Sul          | KSPO                                              | KSP        |
| Coreia do Sul          | LX-Iibs                                           | LXC        |
| Coreia do Sul          | Seoul Cycling Team                                | SCT        |
| Costa Rica             | Coopenae Extralum                                 | CEE        |
| Croácia                | Meridiana Kamen Team                              | MKT        |
| Dinamarca              | Team Almeborg-Bornholm                            | ABB        |
| Dinamarca              | Riwal Platform Cycling Team                       | RIW        |
| Dinamarca              | Team Coloquick                                    | TCQ        |
| Dinamarca              | Team Giant Scatto U23                             | GSU        |
| Dinamarca              | Team Soigneur-Copenhagen Pro Cycling              | TSO        |
| Dinamarca              | Team Trefor                                       | TTF        |
| Equador                | Team Equador                                      | ECU        |
| Emirados Árabes Unidos | Al Nasr Pro Cycling Team-Dubai                    | ANS        |
| Emirados Árabes Unidos | Sharjah Team                                      | SHJ        |
| Emirados Árabes Unidos | Skydive Dubai Pro Cycling Team - Ao Ahli Clube    | SKD        |
| Eslováquia             | Dukla Banska Bystrica Cycling Team                | DKB        |
| Eslovênia              | Adria Mobil                                       | ADR        |
| Eslovênia              | Radenska Ljubljana                                | RAR        |
| Espanha                | Burgos-BH                                         | BUR        |
| Espanha                | Euskadi Basque Country-Murias                     | EUS        |
| Estados Unidos         | Astellas Cycling Team                             | ACT        |
| Estados Unidos         | Axeon Hagens Berman                               | AHB        |
| Estados Unidos         | Cylance-Incycle p/b Cannondale                                                  | CPC        |
| Estados Unidos         | Elevate Pro Cycling p/b Bicycle World             | ELV        |
| Estados Unidos         | Holowesko Citadel Racing Team                     | HSD        |
| Estados Unidos         | Jelly Belly presented by Maxxis                   | JBC        |
| Estados Unidos         | Lupus Racing Team                                 | LRT        |
| Estados Unidos         | Rally Cycling                                     | RLY        |
| Estados Unidos         | Team Illuminate                                   | ILU        |
| Estados Unidos         | Team Jamis                                        | JAM        |

| País                 | Nome                                         | Código UCI |
| -------------------- | -------------------------------------------- | ---------- |
| Filipinas            | Team 7 Eleven-RoadBike Philippines           | T7E        |
| França               | Armée de terre                               | ADT        |
| França               | HP BTP-Auber93                               | AUB        |
| França               | Roubaix Lille Métropole                      | RLM        |
| Indonésia            | Pegasus Continental Cycling Team             | PCT        |
| Irão                 | Pishgaman Giant Team                         | PKY        |
| Irão                 | Tabriz Petrochemical Team                    | TPT        |
| Irão                 | Tabriz Shahrdari Team                        | TST        |
| Irlanda              | An Post-ChainReaction                        | SKT        |
| Israel               | Cycling Academy Team                         | CAT        |
| Itália               | D'Amico-Bottecchia                           | AZT        |
| Itália               | GM Europa Ovini                              | GME        |
| Itália               | Norda-mg.kvis Vega                           | NMG        |
| Itália               | Unieuro Wilier Trevigiani                    | UNI        |
| Japão                | Aisan Racing Team                            | AIS        |
| Japão                | Bridgestone Anchor Cycling Team              | BGT        |
| Japão                | Gunma Grifin Racing Team                     | GRF        |
| Japão                | Kinan Cycling Team                           | KIN        |
| Japão                | Matrix-Powertag                              | MTR        |
| Japão                | Nasu Blasen                                  | NAS        |
| Japão                | Shimano Racing Team                          | SMN        |
| Japão                | Team Ukyo                                    | UKO        |
| Japão                | Utsunomiya Blitzen                           | BLZ        |
| Cazaquistão          | Astana City                                  | TSE        |
| Cazaquistão          | Vino 4-Ever                                  | V4E        |
| Quênia               | Kenyan Riders Downunder                      | KRD        |
| Kuwait               | Massi-Kuwait Cycling Project                 | KCP        |
| Letônia              | Alpha Baltic - Maratoni.lv                   | ALB        |
| Letônia              | Rietumu-Delfín                               | RBD        |
| Luxemburgo           | Leopard Pro Cycling                          | LPC        |
| Luxemburgo           | Team Differdange-Losch                       | CCD        |
| Malásia              | NSC Mycron                                   | NSC        |
| Malásia              | Terengganu Cycling Team                      | TSG        |
| Noruega              | Team Coop-Oster Hus                          | COH        |
| Noruega              | Team Fixit.no                                | FIX        |
| Noruega              | Team Joker                                   | TJO        |
| Noruega              | Team Ringeriks-Kraft                         | KRA        |
| Noruega              | Team Sparebanken Sor                         | TSS        |
| Países Baixos        | Babydump Cycling Team                        | BBD        |
| Países Baixos        | Cyclingteam Jo Piels                         | CJP        |
| Países Baixos        | Cyclingteam Join's-De Rijke                  | RIJ        |
| Países Baixos        | Metec-TKH Continental Cyclingteam p/b Mantel | MET        |
| Países Baixos        | Parkhotel Valkenburg Continental Team        | PVC        |
| Países Baixos        | Rabobank Development Team                    | RDT        |
| Países Baixos        | Seg Racing                                   | SEG        |
| Paraguai             | Vivo Team Grupo Oresy                        | VIV        |
| Polónia              | Dare 2B                                      | D2B        |
| Polónia              | Wibatech-Fuji                                | WIB        |
| Portugal             | Efapel                                       | EFP        |
| Portugal             | LA Alumínios-Antarte                         | LAA        |
| Portugal             | Louletano-Hospital Loulé-Jorbi               | LHL        |
| Portugal             | Rádio Popular-Boavista                       | RPV        |
| Portugal             | Sporting-Tavira                              | TAV        |
| Portugal             | W52-FC Porto-Porto Canal                     | W52        |
| Reino Unido          | JLT Condor                                   | JLT        |
| Reino Unido          | Madison Genesis                              | MGT        |
| Reino Unido          | NFTO                                         | NPC        |
| Reino Unido          | Pedal Heaven                                 | PHE        |
| Reino Unido          | Team Raleigh-GAC                             | RAL        |
| Reino Unido          | Team Wiggins                                 | WGN        |
| Chéquia              | AC Sparta Praha Cycling                      | ASP        |
| Chéquia              | CK Pribram-Fany Gastro                       | PFG        |
| Chéquia              | Klein Constantia                             | KLC        |
| Chéquia              | SKC Tufo Prostejod                           | SKC        |
| Chéquia              | Team Dukla Praha                             | ADP        |
| Chéquia              | Whirlpool-Author                             | WHI        |
| República Dominicana | Inteja-MMR Dominican Cycling Team            | DCT        |
| Roménia              | Tusnad Cycling Team                          | TCT        |
| Rússia               | Lokosphinx                                   | LOK        |
| Sérvia               | Start - Vaxes Cycling Team                   | STF        |
| África do Sul        | Dimension Data-Qhubeka                       | DDC        |
| Suécia               | Team Bliz-Merida                             | BLI        |
| Suécia               | Team Tre Berg-Bianchi                        | TTB        |
| Turquia              | Torku Sekerspor                              | TRK        |
| Ucrânia              | Amore & Vita-Selle SMP                       | AMO        |
| Ucrânia              | ISD-Jorbi Continental Team                   | ISD        |
| Ucrânia              | Kolss-BDC Team                               | KLS        |

Notas: